# 기술적 분석
기술적 분석(技術的 分析, 영어: technical analysis)은 주식 시장을 비롯한 금융 시장을 분석하고 예측하는 기법 가운데 하나다. 주로 시세 동향 그래프(차트)를 이용해 분석한다.
기본적 분석과 대비되는 분석 기법이다.

## 지위
금융 시장의 가격 예측에는 몇 가지 방법이 있다. 학계에서 일반적으로 인정하는 것은 효율적 시장 가설(EMH)과 랜덤워크 이론으로, 이는 시장에서의 가격 예측이 불가능하다고 결론짓는다.
이러한 이론에도 불구하고 실무에서는 어떻게든 가격 움직임을 맞추기 위해 애쓸 때가 많다. 기본적 분석은 가격 결정의 원인을 거슬러 올라간다. 주식은 회사의 소유 지분이며, 주가는 기본적으로 그 회사의 수익성이나 사업 전망 등에 의해 결정된다고 할 수 있다. 수익성이 높은데 주가가 상대적으로 낮다면, 가격은 회사의 가치와 일치하는 방향으로 움직일 것이라고 기대할 수 있다. 기본적 분석은 이처럼 가격과 실제 가치의 괴리를 발견하기 위한 방법이다.
기술적 분석은 시장의 가격 그 자체에만 관심을 가지고, 그러한 가격 움직임의 원인에는 관심을 두지 않는다. 몇 가지의 가정과 과거와 현재의 가격 움직임에 따라 미래의 가격이 어떻게 움직일지를 예측한다. 기술적 분석은 이론적인 뒷받침이 거의 없으며, 분석의 유효성은 과거의 시장 경험에 의존한다. 오늘날 개인용 컴퓨터가 보급됨에 따라 확산되고 있다.
기본적 분석은 경제분석가, 시장분석가, 애널리스트의 지지를 받으며 발전을 계속하고 있으며, 고액의 연봉을 받는 이들 분석가들은 펀드 매니저와 함께 시장의 주류를 형성하고 있다. 반면 기술적 분석가는 일부 증권사에서 한두 명이 리서치 센터에 속해 그래프를 통한 시장분석을 내놓고 있으나, 보조적인 입장에서 개인 투자자에게 참고 자료를 제공하는 위치에 있다. 기관 투자가들은 거의 대부분 기본적 분석을 중심으로 시장에 대응하고 있으며, 개인 투자자들은 주로 기술적 분석에 의거하여 시장에 참여하고 있다.

## 역사
일본에서는 18세기에 이미 쌀 선물 시장이 발달했다. 일본 상인인 혼마 무네히사(本間宗久)는 오사카 시장에서 쌀 가격을 예측하는 데 적삼병(Three white soldiers) 같은 패턴 분석을 이용했으며, 캔들스틱 차트도 그가 고안했다고 전해지고 있다.
현대적인 기술적 분석의 역사는 19세기말 미국의 찰스 다우로부터 시작된다. 다우가 《월스트리트저널》에 연재한 논설에서 전개한 기법을 묶어 다우 이론이라 하며, 추세의 기본 개념을 확립하는 등 이후 기술적 분석의 근저를 이룬다.
그 후 기술적 분석은 다양하게 발전해 왔는데, 엘리어트는 1930~1940년대에 독특한 파동 이론을 발전시켰다. 갠은 각도 연구로, 그랜빌은 이동평균선 매매 법칙과 거래량 지표로 유명하다. 기술적 분석에 오랜 역사가 있는 일본에서는 일목균형표 같은 기법이 독자적으로 발전해 왔다.
와일더는 새롭고 정교한 분석 기법을 고안하여 기술적 분석에 크게 공헌했다. 1978년 책 《New Concepts in Technical Trading Systems》에서 소개한 ATR, 파라볼릭, RSI, ADX 같은 지표는 널리 알려져 있다.
컴퓨터 기술이 발전하면서 대규모 자료 처리가 가능해졌고, 수학적·통계적 방법과 더불어 다른 분야의 연구 성과도 도입되고 있다.

## 전제
존 머피는 다음을 기술적 분석의 기본 전제로 제시한다.
- 시장의 움직임은 모든 것을 반영한다.
- 가격은 추세를 이루며 움직인다.
- 역사는 되풀이된다.

## 차트
가로축은 시간, 세로축은 가격이나 거래량인 시계열 그래프를 차트라 한다. 일반 그래프처럼 선으로 그릴 때도 있지만, 대개 몇가지 가격(시·고·저·종가)을 조합한 특별한 방식으로 나타낸다. 서양에서는 바 차트를 사용하며, 일본의 혼마 무네히사(本間宗久)가 고안했다고 하는 캔들스틱 차트는 주로 아시아 등지에서 사용된다.
차트는 전통적으로 기술적 분석의 주요 도구였고 오늘날에도 많이 사용된다. 한편 컴퓨터 기술의 발전과 함께, 통계적 방법도 많이 도입되고 있다.

### 추세
가격이 일정 기간 계속 같은 방향(위/아래/옆)으로 움직이는 것을 추세라 한다. 상승 추세는 고점과 저점이 점차 높아지는 것으로 정의한다. 하락 추세는 반대로 고점과 저점이 점차 낮아지는 것으로 정의한다.
추세를 예측하거나 감지, 확인하는 것이 기술적 분석의 기본 목표이다.

### 지지와 저항
가격이 내리다 더 내리지 않고 멈추는 것을 지지, 반대로 더 오르지 못하고 멈추는 것을 저항이라 한다. 보통 이전 고점이나 저점에서 지지선이나 저항선이 나타난다. 또 가격이 저항선을 뚫고 올라가면 이 저항선은 지지선으로 바뀌기도 한다. 지지선을 저점, 저항선을 고점으로 두고 사고파는 것을 반복하는 지지와 저항 매매전략을 이용하는 사람들도 있다.

### 패턴
가격이 차트에서 특정한 형태를 띨 때, 그 형태에 따라 추세가 바뀌거나 계속된다고 본다. 추세 전환을 예고하는 패턴은 반전형, 추세가 이어지는 도중에 생기는 패턴은 지속형이다. 반전형 패턴은 머리어깨형이 대표적으로, 차트가 사람 머리와 두 어깨 모양이면 추세가 바뀜을 뜻한다. 지속형은 삼각형 패턴을 예로 들 수 있다.

## 기술적 지표
기술적 지표는 가격이나 거래량 같은 기본 데이터를 가공한 수학 공식 같은 것이다. 지표의 종류는 매우 많으나, 대개 비슷한 성질을 갖는 것끼리 묶인다.

### 이동평균선
이동평균선은 일정 기간 동안의 가격의 평균을 그래프로 나타낸 것이다. 이를테면, 20일 이동평균치은 오늘의 가격(종가)부터 19일전의 종가까지를 평균한 값이다. 20일 이동평균선은 이런 이동평균치를 그래프로 이은 것이다. 이동평균선은 추세를 계량적으로 표현하기 위해 개발된 기본적이고 강력한 도구이며, 기술적 분석 외에서도 많이 사용된다.
MACD는 이동평균을 이용해 고안된 지표이다.

### 오실레이터
기준선을 중심으로 아래위로 움직이는 성질을 갖는 지표를 오실레이터라 한다. 대개 추세 변화를 빨리 감지하려는 목적이며, 그래프의 기울기(변화량)를 측정하는 것과 비슷하다.
스토캐스틱, RSI 등이 잘 알려져 있다.

## 주기와 파동이론
가격은 일정한 주기에 따라 변동한다. 실제 경제 활동이 일주일이나 한달, 일년 단위로 일어나는 것에 대응하여 가격이 움직이는 것을 관찰할 수 있다. 이런 주기에는 아주 짧은 것에서부터 길게는 몇십 년인 것도 있다. 엘리엇 파동이론은 가격이 상승과 하락을 반복하며 일정한 리듬을 이루는 것에 주목한다. 파동이론에서는 "상승5파 하락3파"로 표현되듯 한 번의 가격 움직임에 여덟 파동이 있다고 한다.

## 같이 보기
- 투기
- 엘리엇 파동이론
- 볼린저 밴드
- OHLC 차트
- 간트 챠트

## 참조
- 김성우, 《금융시장 예측》, 한국경제신문사, 1997, ISBN 89-475-2192-2.
- 존 J. 머피, 《금융시장의 기술적 분석》, 국일증권경제연구소, 2000.

## 관련 서적
- 잭 슈웨거, 《타이밍의 승부사》, 21세기북스, 2000.
- Spyros Skouras, (영어) Technical analysis bibliography 보관됨 2007-02-02 - 웨이백 머신, 1998.